# لشکر ۱۱ امیرالمؤمنین

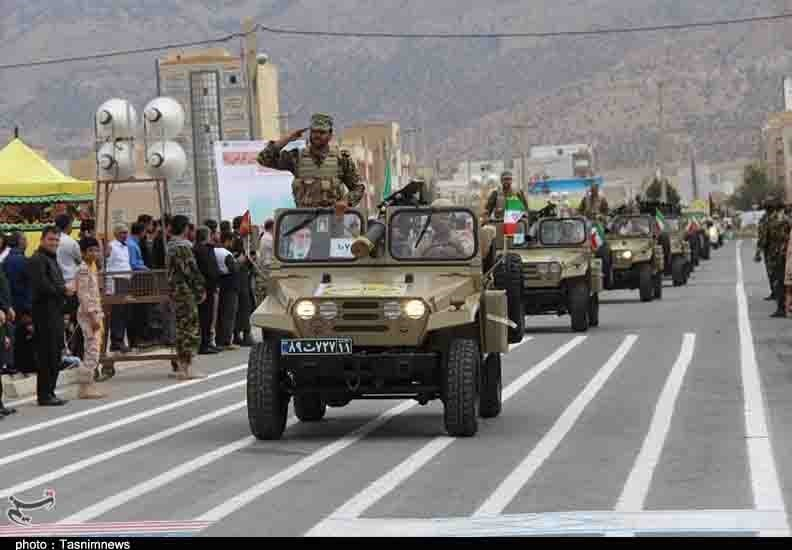
رژه ستون خودرویی لشکر ۱۱ امیرالمؤمنین به‌مناسبت سالگرد جنگ ایران و عراق در سال ۱۳۹۷، ایلام

لشکر ۱۱ امیرالمؤمنین از لشکرهای پیاده نیروی زمینی سپاه پاسداران انقلاب اسلامی است، که ستاد فرماندهی و پادگان آن در ۲۲ کیلومتری شهر ایلام، نزدیک به بخش صالح‌آباد مستقر می‌باشد.
پیشینه شکل‌گیری این یگان به سال ۱۳۶۵ و تشکیل تیپ ۱۱۴ امیرالمؤمنین در منطقه چنگوله، در خلال جنگ ایران و عراق بازمی‌گردد و نخستین فرمانده آن محمد کرمی‌راد بود. هم‌اکنون سرتیپ‌دوم پاسدار علی جعفری فرماندهی لشکر ۱۱ امیرالمؤمنین ایلام را برعهده دارد.